# Гайнц Квятковскі
Гайнц Квятковскі (нім. Heinz Kwiatkowski; 16 липня 1926, Гельзенкірхен — 23 травня 2008, Дортмунд) — західнонімецький футболіст, що грав на позиції воротаря.
Більшу частину кар'єри провів у «Боруссії» (Дортмунд), а також виступав за національну збірну Німеччини, у складі якої став чемпіоном світу 1954 року.

## Клубна кар'єра
У дорослому футболі дебютував 1947 року виступами за команду клубу «Шальке 04», в якій провів три сезони, взявши участь у 74 матчах чемпіонату.
Протягом 1950—1952 років захищав кольори команди клубу «Рот-Вайс» (Ессен).
1952 року перейшов до клубу «Боруссія» (Дортмунд), за який відіграв 14 сезонів. Більшість часу, проведеного у складі «Боруссії», був основним голкіпером команди. За цей час виборов титул володаря Кубка Німеччини, а також тричі ставав чемпіоном Німеччини (у 1956, 1957 і 1963 роках). В кінці сезону 1963/64, з 6 травня 1964, він недовго займав позицію тренера «Боруссії». У тому сезоні команда посіла четверте місце. Завершив професійну кар'єру футболіста виступами за команду «Боруссія» (Дортмунд) у 1966 році.

## Виступи за збірну
1954 року дебютував в офіційних матчах у складі національної збірної ФРН. Того ж року у складі збірної був учасником чемпіонату світу 1954 року у Швейцарії, здобувши того року титул чемпіона світу, але оскільки основним воротарем був Тоні Турек, Квятковскі провів на чемпіонаті лише одну гру у груповому раунді проти збірної Угорщини, яка закінчилася з рахунком 8:3 на користь угорців..
На наступному чемпіонату світу 1958 року у Швеції він знову взяв участь в одному матчі, де в суперечці за третє місце з рахунком 6:3 збірна ФРН поступилася збірній Франції. В обох чемпіонатах він грав у збірній під номером 22.
Протягом кар'єри у національній команді, яка тривала 5 років, провів у формі головної команди країни лише 4 матчі, пропустивши 12 голів.
Помер 23 травня 2008 року на 82-му році життя у місті Дортмунд.

## Досягнення
- Володар Кубка Німеччини:

«Боруссія» (Дортмунд): 1965